# Mycale sulcata
Mycale sulcata är en svampdjursart som beskrevs av Jörn Hentschel 1911. Mycale sulcata ingår i släktet Mycale och familjen Mycalidae. Inga underarter finns listade i Catalogue of Life.